# Бустукін
Бустукін (рум. Bustuchin) — село у повіті Горж в Румунії. Входить до складу комуни Бустукін.
Село розташоване на відстані 196 км на захід від Бухареста, 36 км на схід від Тиргу-Жіу, 71 км на північ від Крайови.

## Населення
За даними перепису населення 2002 року у селі проживали 1129 осіб, усі — румуни. Усі жителі села рідною мовою назвали румунську.